# پیوستار
نظریه‌ها یا مدل‌های پیوستار، تغییر را آنطور که شامل گذارهای کمی بدون دگرگونی‌ها یا ناپیوستگی‌های ناگهانی هستند، توضیح می‌دهند. در مقابل، نظریه‌ها یا مدل‌های مقوله‌بندی تغییر را با استفاده از حالت‌های مختلف کیفی توضیح می‌دهند.